# ریکا آلن
ریکا آلن (انگلیسی: Ricca Allen؛ ‏ ۹ ژوئن ۱۸۶۳ – ۱۳ سپتامبر ۱۹۴۹) بازیگر اهل کانادا بود. وی مابین سال‌های ۱۹۱۳ و ۱۹۴۱ در بیش از ۵۰ فیلم نقش‌آفرینی کرد.
از فیلم‌هایی که وی در آن‌ها نقش داشته‌است، می‌توان به دختر خدایان، زن مطلقه و باز هم چاقالو اشاره نمود.